# Elecciones generales de Belice de 2008
El 7 de febrero de 2008 se llevó a cabo una elección general en Belice. En esta elección, los beliceños eligieron a los 31 miembros de la Cámara de Representantes, representado aquello un aumento de dos escaños respecto a los comicios anteriores. El opositor Partido Demócrata Unido (UDP) ganó la elección obteniendo 25 de los 31 escaños; el gobernante Partido Unido del Pueblo ganó apenas seis, en lo que se consideró una debacle electoral. En consecuencia, Dean Barrow del UDP fue elegido nuevo Primer Ministro.
La participación electoral alcanzó el 74,49%.

## Resultados
| Partido | Partido                                                     | Votos   | %     | Escaños |
| ------- | ----------------------------------------------------------- | ------- | ----- | ------- |
|         | Partido Democrático Unido                                   | 66.203  | 56,61 | 25      |
|         | Partido Unido del Pueblo                                    | 47.624  | 40,72 | 6       |
|         | Partido de la Reforma Nacional                              | 887     | 0,76  | -       |
|         | Visión Inspirada por el Pueblo                              | 874     | 0,75  | -       |
|         | Alianza Nacional de Belice                                  | 506     | 0,43  | -       |
|         | Independientes                                              | 71      | 0,06  | -       |
|         | Partido de la Creación de la Verdad de la Realidad Nacional | 29      | 0,02  | -       |
| Total   | Total                                                       | 116.194 |       | 31      |